# إليو بيانكي
إليو بيانكي (بالإيطالية: Elio Bianchi)‏ (3 مارس 1920 بروما في إيطاليا - ) هو لاعب كرة قدم إيطالي في مركز الهجوم. لعب مع نادي روما ونادي ريميني.